# Peter Stein
Peter Stein (Berlin, 1937. október 1. –) német rendező.

## Életpályája
Egyetemi tanulmányait a Münchenben és Frankfurtban végezte el, ahol irodalmat és művészettörténetet tanult. A Müncheni Kamaraszínházban segédrendező. 1967–1968 között Brémában, 1970–1985 között pedig Nyugat-Berlinben a Schaubühne am Halleschen Ufer társulatnál dolgozott. 1992–1997 között a Salzburgi Ünnepi Játékok művészeti igazgatója volt.

## Magánélete
1967–1984 között Jutta Lampe volt a felesége. 1985–1990 között Beatrice-val élt együtt. 1999 óta Maddalena Crippa a párja.

## Színházi rendezései
- Schiller: Ármány és szerelem (1967)
- Weiss: Vietnami párbeszéd (1968)
- Goethe: Torquato Tasso (1969)
- Edward Bond: Kora reggel (1969)
- Brecht-Gorkij: Az anya (1970)
- Ibsen: Peer Gynt (1971)
- Visnyevszkij: Optimista tragédia (1972)
- Kleist: Homburg hercege (1972)
- Gorkij: Nyaralók (1974)
- William Shakespeare: Ahogy tetszik (1977)
- Aiszkhülosz: Oreszteia (1980)
- Marivaux: Vita (1981)
- Genet: A négerek (1983)
- Csehov: Három nővér (1984)
- B. Strauss: Park (1985)
- Koltés: Roberto Zucco (1990)
- William Shakespeare: Julius Caesar (1992)
- William Shakespeare: Antonius és Kleopátra (1994)
- Grillparzer: Libussa (1997)
- Csehov: Cseresznyéskert (1997)
- William Shakespeare: Hamlet (1998)
- Goethe: Faust (2001)
- Kleist: Penthesilea (2001)
- Csehov: Sirály (2003)
- Euripidész: Médeia (2005)

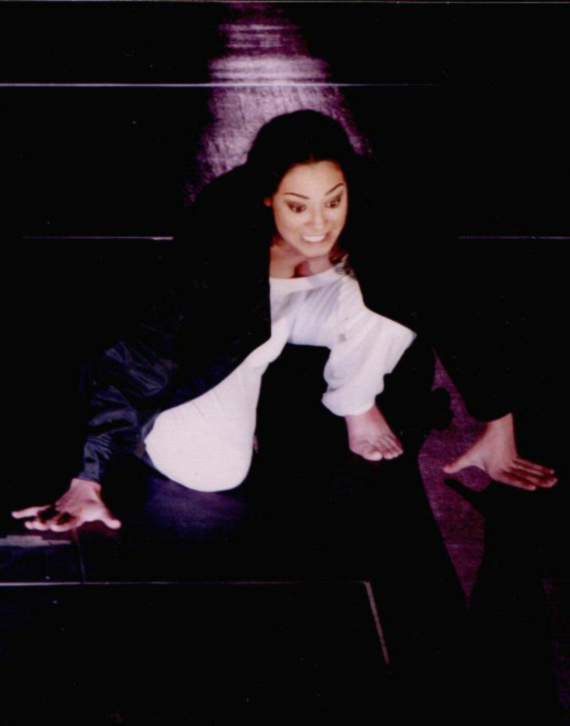
Részlet a Médeia című rendezéséből

- William Shakespeare: Troilus és Cressida (2006)
- Szophoklész: Elektra (2007)
- Schiller: Wallenstein (2007)

## TV-játékai
- Az anya (1971)
- Peer Gynt (1971)
- Optimista tragédia (1973)
- Homburg hercege (1973)
- A viszontlátás trilógiája (1979)
- Faust (2001)

## Operái
- Wagner: A Rajna kincse (1976)

## Filmjei
- A park (1985)

## Díjai
- Schiller-díj (1978)
- Novecento-díj (1994)
- Angel-díj (1996)
- Fritz Kortner-díj (1996)

## Fordítás
- Ez a szócikk részben vagy egészben  a   Peter Stein című angol Wikipédia-szócikk fordításán alapul.  Az eredeti cikk szerkesztőit annak laptörténete sorolja fel. Ez a jelzés csupán a megfogalmazás eredetét és a szerzői jogokat jelzi, nem szolgál a cikkben szereplő információk forrásmegjelöléseként.